# Municipio de Sharon (condado de Johnson)
El municipio de Sharon (en inglés: Sharon Township) es un municipio ubicado en el condado de Johnson en el estado estadounidense de Iowa. En el año 2010 tenía una población de 1291 habitantes y una densidad poblacional de 13,74 personas por km².

## Geografía
El municipio de Sharon se encuentra ubicado en las coordenadas 41°33′29″N 91°38′47″O / 41.55806, -91.64639. Según la Oficina del Censo de los Estados Unidos, el municipio tiene una superficie total de 93.93 km², de la cual 93,91 km² corresponden a tierra firme y (0,02 %) 0,02 km² es agua.

## Demografía
Según el censo de 2010, había 1291 personas residiendo en el municipio de Sharon. La densidad de población era de 13,74 hab./km². De los 1291 habitantes, el municipio de Sharon estaba compuesto por el 98,45 % blancos, el 0,15 % eran afroamericanos, el 0,15 % eran de otras razas y el 1,24 % eran de una mezcla de razas. Del total de la población el 1,63 % eran hispanos o latinos de cualquier raza.